# Sympycnus simplicitarsis
Sympycnus simplicitarsis är en tvåvingeart som beskrevs av Becker 1900. Sympycnus simplicitarsis ingår i släktet Sympycnus och familjen styltflugor. Inga underarter finns listade i Catalogue of Life.